# Melozone leucotis
El rascadorcito orejiblanco, toquí orejiblanco o pinzón orejiblanco (Melozone leucotis) es una especie de ave paseriforme de la familia Passerellida propia de altitudes medias de la vertiente pacífica de América Central.

## Descripción
Estas aves miden unos 17 cm. Machos y hembras son similares. Los lados de la cabeza y la garganta son negros, y la corona es gris pizarra, que se torna olivácea a medida que se acerca a la nuca. Como características diagnósticas en la cabeza, tienen de color blanco una mancha auricular, un anillo ocular interrumpido, y las plumas de la zona loreal; debido a estas últimas, que forman unas pequeñas manchas junto a los ojos, el ave es también llamada "cuatrojos". La raya ocular, que sube desde los lados del cuello hasta el ojo, es amarilla ocrácea. El pico es negro.
Las partes dorsales del cuerpo son café oliváceas; los flancos del pecho grises y el pecho blanco, con una característica mancha negra en el centro. Las partes bajas del vientre y las plumas cobertoras inferiores de la cola son pardas amarillentas. También en las alas hay matices amarillentos.
Los individuos juveniles son de coloración más opaca y el patrón facial no es tan marcado como en los adultos.

## Distribución
Habita en la vertiente del Océano Pacífico, desde el estado de Chiapas (México) hasta el occidente de Costa Rica. Es poco común y de distribución localizada, en montañas de humedad elevada, y desde los 450 m hasta tierras altas cercanas a los 2 000 m snm.

## Biología
Vive en bosques abiertos, en el sotobosque, y en ecotonos. Forrajean en el suelo, buscando su alimento entre la hojarasca. Se alimentan de insectos, otros pequeños artrópodos, semillas y frutos que han caído al suelo. Viven en parejas. Se reproducen en la primavera y comienzos del verano. El nido es construido por la hembra a partir de ramas y fibras, y colocado sobre el suelo, en arbustos o árboles. La puesta consiste de dos huevos blancos con manchas pardas, y la incubación dura entre 12 y 14 días.